# Бейсболка

Бейсболка «Україна»

Бейсболка Нью-Йорк Янкіз

Бейсбо́лка — спортивний головний убір, який виготовлений з м’якого матеріалу, має жорсткий козирок і регульовану застібку на потилиці. Стала популярною для вбирання у сучасності.

## Історія
Спочатку її носили бейсболісти, які до того виступали в солом'яних шляпах-канотье і жокейських кепках.
У 1954 році компанія «New Era» представила американським бейсболістам для захисту від сонця картуз з козирком. У 1970-х і 1980-х бейсболка стала популярною, оскільки уболівальники надягали її на знак прихильності тій або іншій команді.